# 폴리 제노바
폴리 플라메노바 (불가리아어: Поли Пламенова Генова, 1987년 2월 10일 출생)는 불가리아의 가수로, 유로비전 송 콘테스트 2011과 유로비전 송 콘테스트 2016에 참가한 경력이 있다. 2016년 대회에서 4위를 차지하며 불가리아의 최고 순위를 경신했다.